# Distritos da República do Congo
Os Departamentos da República do Congo estão subdivididos em 86 distritos e 6 comunas. Os departamentos de Brazavile e Pointe-Noire não possuem distritos e são constituídos por apenas uma comuna cada.
Os 86 distritos estão listados abaixo, por departamento:

## Kouilou
- Hinda
- Kakamoéka
- Madingo Kayes
- Mvouti
- Nzambi
- Tchiamba-Nzassi

## Niari
- Banda
- Divenie
- Kibangou
- Kimongo
- Londéla Kayes
- Louvakou
- Makabana
- Mayoko
- Mbinda
- Moungoundou Nord
- Moungoundou Sud
- Moutamba
- Nyanga
- Yaya

## Lékoumou
- Bambama
- Komono
- Mayéyé
- Sibiti
- Zanaga

## Bouenza
- Madingou
- Mouyondzi
- Boko-Songho
- Mfouati
- Loudima
- Kayes
- Kingoué
- Mabombo
- Tsiaki
- Yamba

## Pool
- Boko
- Goma Tsé-Tsé
- Ignié
- Kimba
- Kindamba
- Kinkala
- Louingui
- Loumo
- Mayama
- Mbanza-Ndounga
- Mindouli
- Ngabé
- Vindza

## Plateaux
- Abala
- Allembé
- Djambala
- Gamboma
- Lékana
- Makotimpoko
- Mbon
- Mpouya
- Ngo
- Ollombo
- Ongogni

## Cuvette
- Boundji
- Loukoléla
- Makoua
- Mossaka
- Ngoko
- Ntokou
- Owando
- Oyo
- Tchikapika

## Cuvette-Ouest
- Etoumbi
- Ewo
- Kellé
- Mbama
- Mbomo
- Okoyo

## Sangha
- Mokéko
- Ngbala
- Pikounda
- Sembé
- Souanké

## Likouala
- Bétou
- Bouanéla
- Dongou
- Enyellé
- Epéna
- Impfondo
- Liranga